# Kathleen O'Meara
Pour les articles homonymes, voir O'Meara.
Kathleen O'Meara, également connue sous son pseudonyme Grace Ramsay (1839 - 10 novembre 1888), est une écrivaine et biographe irlandaise de la fin de l'Époque victorienne. Elle est correspondante à Paris de The Tablet, un magazine britannique catholique. Irish Monthly a également publié plusieurs de ses ouvrages en série et biographiques. O 'Meara a également écrit des œuvres de fiction où elle a exploré différents sujets allant du suffrage des femmes aux révolutions d'Europe de l'Est. La majorité de ses romans contenaient des thèmes liés à la religion catholique et des questions de réforme sociale.

## Biographie
Kathleen O'Meara naît à Dublin en 1839. Son père, Dennis O'Meara, est originaire de Tipperary, et son grand-père, Barry Edward O'Meara, médecin de Napoléon à Sainte-Hélène de 1815 à 1818, a dénoncé le traitement réservé par l'Angleterre à l'ex-empereur pendant son exil. Aussi, la mère de Kathleen O'Meara se voit attribuer une pension par la France sous le Second Empire. Sa famille émigre en France peu de temps après sa naissance.

## Carrière littéraire

### Romancière
Les romans de Kathleen O'Meara portent sur les difficultés rencontrées par les catholiques. Son nom de plume, Grace Ramsay, est choisi pour éviter qu'elle soit identifiée comme catholique irlandaise et ainsi favoriser l'accueil de ses livres en Angleterre, malgré son engagement dans des sujets d'écriture controversés.
Dans A Woman's Trials (1867), elle évoque la conversion au catholicisme d'une jeune Anglaise. The Battle of Connemara (1878) qui se passe en Irlande et à Paris, évoque un thème similaire. The Bells of the Sanctuary, Agnes, publié par Burns, Oates and Company en 1871, est l'un de ses romans les plus connus. Dans son deuxième roman, Iza's Story, publié  Londres par Hurst and Blackett, elle aborde la lutte des patriotes polonais contre l'occupation russe, qu'elle compare à la situation irlandaise-britannique. Ce thème de la rébellion où une petite nation affronte son voisin réapparaît dans certaines de ses autres œuvres. Narka, a Story of Russian Life (1888) décrit les problèmes sociaux tels que la pauvreté et la souffrance auxquels elle propose comme solution la charité chrétienne.

### Biographe de personnalités catholiques
Elle publie sous son propre nom des biographies de catholiques connus dans les années 1870, Frederic Ozanam, professor at the Sorbonne: his life and works  en 1876.
Publié à titre posthume en 1891, The Venerable John Baptiste Vianney, Curé d'Ars reçoit un accueil favorable de la Dublin Review,.

### Journaliste
Elle publie dans Harper's Bazaar en 1872 un article intitulé « A Visit to the Communists ». Elle est la correspondante à Paris de The Tablet, un magazine catholique britannique. O'Meara collabore à la revue London Society avec Florence Marryat. Dans les années 1880, elle voyage en Europe et aux États-Unis.

## Publications

### Romans
- A Woman's Trials (London, Hurst and Blackett, 1867)
- Iza's Story (Hurst and Blackett, 1869)
- The Bells of the Sanctuary, Agnes (Burns, Oates and Company, 1871)
- Robin Redbreast's Victory (publié en feuilleton dans Irish Monthly, 1877)
- The Battle of Connemara (1878)
- Folette (publié en feuilleton dans The Catholic World, A Magazine of General Literature and Science, 1879)
- Diana Coryval (1883)
- Queen by Right Divine and other Tales (Burns and Oates, 1885)
- The Old House in Picardy (Londres, Richards Bentley and Son, (1887)
- Narka, a Story of Russian Life (1888)
- The Blind Apostle (Burns and Oates (1890)

### Biographies
- Frederic Ozanam, professor at the Sorbonne: his life and works (1876)
- Madame Mohl: Her Society and Friends (Wentworth Press, 1885)
- The Venerable John Baptiste Vianney, Curé d'Ars (posthume, 1891)